# باغ ریکوگی
باغ ریکوگی (به ژاپنی: 六義園 Rikugien) یکی از پارک‌های  توکیو پایتخت ژاپن است. این پارک برای اولین بار در سال ۱۶۹۵ تا ۱۷۰۲ احداث شده‌است.

## رسیدن به پارک
- جی آر، خط یامانوته، ایستگاه کوماگومه
- متروی توکیو، خط نامبوکو (Namboku Line)، ایستگاه کوماگومه .از ایستگاه تا پارک ۷ دقیقه پیاده راه است.[۱]

## نگارخانه

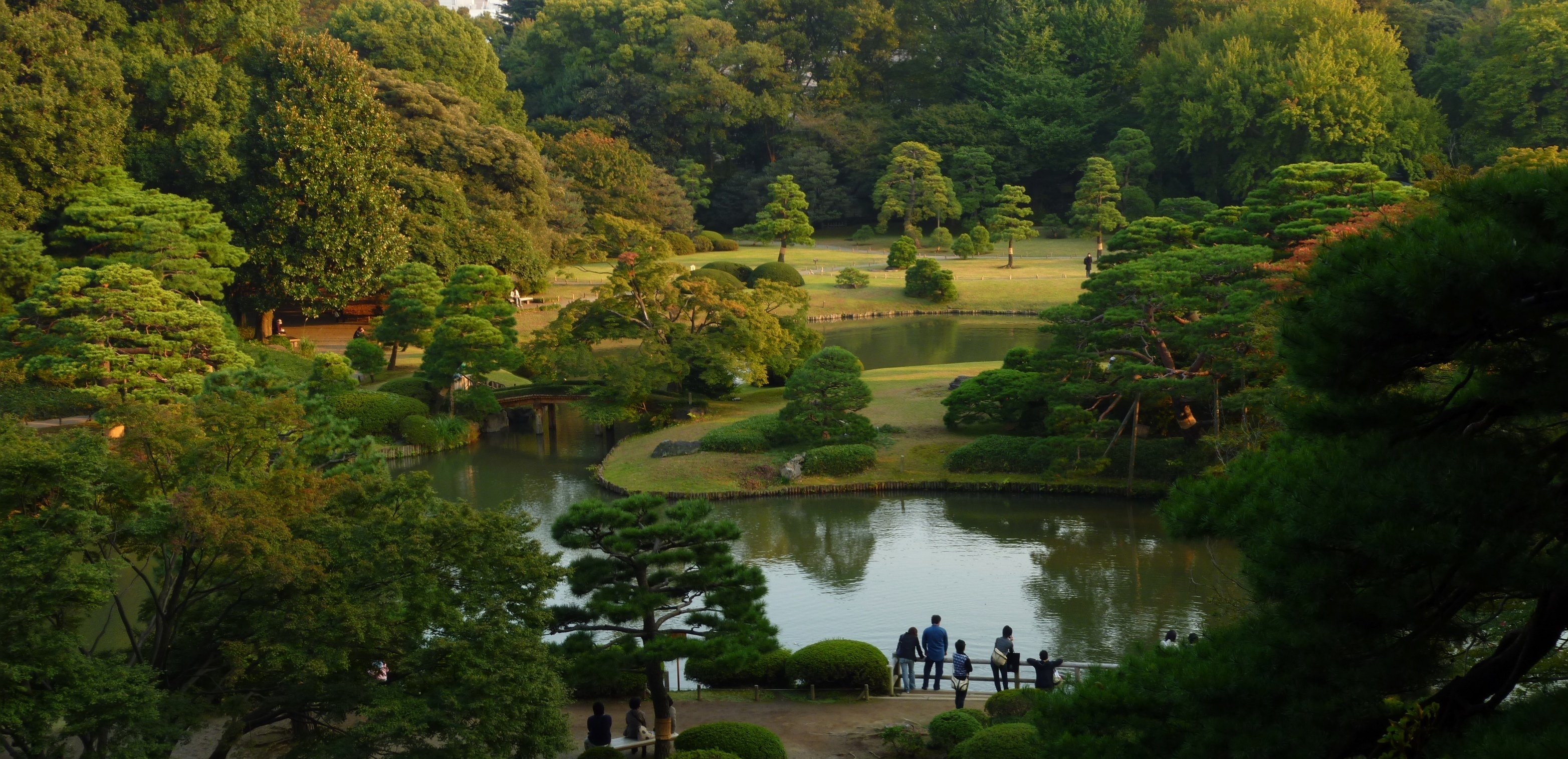
پارک